# Varshultamyren
Varshultamyren este o arie protejată (arie specială de conservare — SAC, sit de importanță comunitară — SCI) din Suedia întinsă pe o suprafață de 156,7 ha, integral pe uscat.

## Localizare
Centrul sitului Varshultamyren este situat la coordonatele 56°12′09″N 13°16′58″E / 56.2025°N 13.2828°E.

## Înființare
Situl Varshultamyren a fost declarat sit de importanță comunitară în noiembrie 2003 pentru a proteja un număr necunoscut de specii din flora spontană și fauna sălbatică aflate în arealul zonei. Situl a fost protejat și ca arie specială de conservare în martie 2011.

## Biodiversitate
Situată în ecoregiunea continentală, aria protejată conține 5 habitate naturale: Păduri caducifoliate de mlaștină fino-scandinave, Lacuri și iazuri distrofice naturale, Turbării active, Mlaștini turboase de tranziție și turbării mișcătoare, Mlaștini împădurite.
La baza desemnării sitului se află un număr nedeclarat de specii protejate.